# Rüdlin
Rüdlin ist ein deutscher patronymischer Familienname. Rüdlin leitet sich von den Rufnamen Rudolf oder Rüdiger ab, zudem liegt ein Diminutiv mit dem Suffix -lin vor. Ein vor Rüdlin abgeleiteter Familienname ist Rüdlinger.
Rüdlin ist der Familienname folgender Personen:
- Fabian Rüdlin (* 1997), deutscher Fußballspieler
- Jutta Rüdlin (* 1973), deutsche Rechtsanwältin, Fachanwältin für Insolvenzrecht und Insolvenzverwalterin
- Otto Rüdlin (1861–1928), deutscher Verwaltungsjurist im preußischen Staatsdienst